# Carlos Seidl
Carlos Alberto Seidl (São Paulo, 17 de dezembro de 1946) é um ator, dublador e diretor de dublagem brasileiro. É notoriamente conhecido por ter emprestado no Brasil a voz para Seu Madruga (Ramón Valdés) na série Chaves.

## Biografia
Seidl começou sua carreira artística nos anos 60 no teatro, tendo feito mais de 30 peças no eixo Rio-São Paulo. Nos anos de 1977 e 1978, dentre outros trabalhos, participou do programa infantil da extinta TV Tupi, A Ilha dos Bonecos, onde fez a voz dos personagens onça Bafafá e sapo mestre Esopo. Na dublagem, começou em 1968, após receber um convite do dublador Older Cazarré, que o convidou para dublar no estúdio da AIC em São Paulo. Nos anos 80, a convite de Marcelo Gastaldi (dublador do personagem Chaves), começou a dublar o personagem Seu Madruga interpretado pelo ator e comediante mexicano Ramón Valdés na série Chaves e outros personagens interpretados por Ramón em Chapolin. Também dublou em São Paulo o pai de Hay Lin no desenho W.I.T.C.H.. Dublou o personagem Schoroder, do desenho Snoopy, ao lado de Gastaldi, que dublou o Charlie Brown e o porquinho Dwayne, do desenho KissyFur, ao lado de Nelson Machado, que dublou o mesmo, dublou Lionel Luthor em Smallville. Em 1985, mudou-se para o Rio de Janeiro, onde seguiu carreira na dublagem e também no teatro e na televisão.
Ao longo dos anos, Carlos continuou dublando e ganhando mais destaque na área de dublagem. Além do Seu Madruga, realizou outras dublagens que o tornaram conhecido, como o Pops de Johnny Bravo, o soldadinho de Toy Story, entre muitos outros. Também foi piada na internet ao dublar o personagem Shadow, dos jogos Sonic the Hedgehog. Ao mesmo tempo, seguiu trabalhando como ator, fazendo várias participações especiais em novelas da Rede Globo. Em 2003 interpretou o personagem Claudionor na telenovela Celebridade. Depois foi ator da pegadinha com a Grazi Massafera no programa Caldeirão do Huck. Carlos redublou Seu Madruga e os personagens de Ramón Valdés na redublagem do seriado original para os DVDs da Amazonas Filmes realizada pelo estúdio paulistano Gábia. No fim de 2006, Carlos foi convidado pelo SBT para dublar novamente Seu Madruga na versão animada de Chaves.  Quando a dublagem do desenho estava sendo realizada pelo estúdio Herbert Richers em suas primeiras temporadas, Carlos também servia como o diretor da dublagem do desenho naquele estúdio. Também fez uma participação na versão brasileira da novela Rebelde com o personagem Alvaro. Em 2012, Carlos Seidl estreou nos videogames ao dublar o deuteragonista Harper em Call of Duty: Black Ops 2. Em 2014, realizou uma turnê pelo Brasil ao lado do ator mexicano Carlos Villagrán, o intérprete do Quico em Chaves. Os dois apresentaram um show em que Villagrán interpretava novamente o Quico e Seidl interpretava o Seu Madruga. Depois de 30 anos dedicados a dublagem no Rio de Janeiro, voltou a morar e a dublar em São Paulo em 2015.
Em 2018, Carlos foi confirmado no elenco de dublagem dos episódios inéditos de Chaves e Chapolin que foram transmitidos pelo canal de TV fechada Multishow.

### Processo contra o SBT
Em julho de 2012, após 28 anos, Carlos anunciou que não iria mais dublar os personagens de Ramón Valdés para o SBT devido à recusa por parte do canal de pagar os direitos autorais por seus trabalhos, sendo substituído pelo dublador Marco Moreira nas novas dublagens. Anos depois, Seidl se acertou com o SBT e voltou a dublar o Seu Madruga para o canal, num vídeo de uma campanha em 2019.

## Prêmios e indicações

### Prêmio Yamato2006
- Indicado na categoria de Melhor Dublador de Protagonista por sua dublagem do Seu Madruga em Chaves, na re-dublagem do Estúdio Gábia [14]

### Prêmio Yamato 2008
- Ganhou na categoria de Melhor Dublador de Protagonista por sua dublagem no Seu Madruga em Chaves em Desenho Animado. [15]
- Ganhou na categoria de Melhor Direção de Dublagem (juntamente com Herbert Richers Jr) por seu trabalho como diretor de dublagem em Chaves em Desenho Animado[15].